# Silmarils (album)
Pour les articles homonymes, voir Silmarils.
Albums de Silmarils
Original Karma
Silmarils est le premier album du groupe de rock français Silmarils, sorti en 1995. Il a été certifié disque d'or (100 000 exemplaires vendus).

## Titres
1. Cours vite
2. Fils d'Abraham
3. Victimes de la croix
4. Killing da movement
5. Love Your Mum
6. L'agresse
7. Mackina
8. Je ne jure de rien
9. Communication
10. Just Be True
11. No Justice No Peace
12. Payer le prix